# Bruno Pizzul
Bruno Pizzul (Udine, 8 marzo 1938 – Gorizia, 5 marzo 2025) è stato un giornalista e telecronista sportivo italiano, prima voce degli incontri della nazionale italiana di calcio per la Rai dal 1986 al 2002.

## Biografia

### Inizi

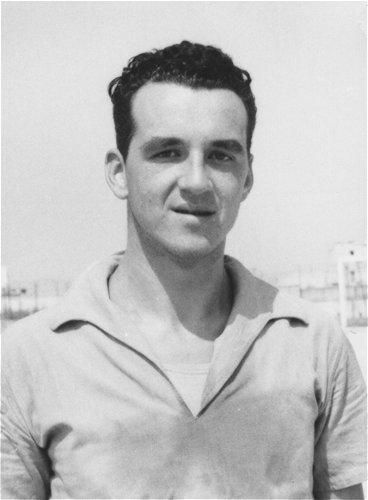
Bruno Pizzul durante la carriera da calciatore, qui con la maglia del nel 1958

Bruno Pizzul nacque da Ferrino Pizzul e Ada Cuttini, una coppia di Cormons che preferì fargli avere una città come Udine per luogo di nascita, trasferendosi da alcuni parenti in vista del parto. Cresciuto comunque a Cormons, Bruno ha coltivato la sua passione per il calcio fin da bambino, iniziando a giocare all’oratorio. In un’intervista del 2018 al settimanale friulano la Vita Cattolica, ricordava con affetto un episodio dell’infanzia: il parroco, don Rino Coccolin, futuro arcivescovo di Gorizia, era riuscito a procurare l’unico pallone disponibile per tutti i ragazzi del paese, attorno al quale si radunavano ogni giorno per poter giocare. Da quei primi calci al pallone, Pizzul avrebbe poi intrapreso il percorso che lo avrebbe portato dietro al microfono. Proveniente da una squadra parrocchiale di Cormons, la Cormonese, in seguito passò alla Pro Gorizia. Pizzul alternò studio e attività sportiva: dopo la maturità classica, si laureò in giurisprudenza e successivamente insegnò materie letterarie nelle scuole medie di San Lorenzo Isontino. Divenuto calciatore professionista e buon centromediano, fu ingaggiato in Serie B dal Catania nel 1958. Giocò anche nell'Ischia e nell'Udinese, ma la sua carriera sportiva finì presto a causa di un infortunio al ginocchio.

Bruno Pizzul mentre riceve un premio dall'Università degli Studi di Milano nel 1985

### Carriera di telecronista calcistico
Nel 1969 fu assunto in Rai dopo aver partecipato al concorso nazionale per radio-telecronisti aperto a tutti i giovani laureati del Friuli-Venezia Giulia. L'8 aprile 1970 commentò la sua prima partita (Juventus-Bologna, spareggio di Coppa Italia disputato sul campo neutro di Como), alla quale Bruno arrivò con quindici minuti di ritardo: cominciò a commentare quella partita dal 16º minuto; fortunatamente era trasmessa in differita e poté rimediare successivamente. La prima finale di una competizione internazionale che fu raccontata dalla sua voce fu quella del campionato europeo del 1972 a Bruxelles, con la vittoria della Germania Ovest sull'URSS per 3-0.
La prima vittoria da lui annunciata in diretta ai telespettatori di una squadra italiana in una finale di coppa europea fu, invece, quella del Milan in Coppa delle Coppe ai danni del Leeds Utd, a Salonicco il 16 maggio 1973, mentre la finale della stessa competizione del 1999 tra Lazio e Maiorca al Villa Park di Birmingham e quella di Coppa UEFA dello stesso anno tra Parma e Olympique Marsiglia giocata allo Stadio Lužniki di Mosca furono le ultime vittorie di squadre italiane nelle competizioni europee da lui raccontate. Il 29 maggio 1985 era il commentatore TV della finale della Coppa dei Campioni tra Juventus e Liverpool, nota per la strage dell'Heysel.
Per la Rai ha raccontato le principali partite di squadre calcistiche di club nelle competizioni europee e nazionali ed è stato inoltre conduttore della Domenica Sportiva nella versione estiva del 1975 e nella stagione 1993-1994, affiancato da Simona Ventura e Amedeo Goria; fu anche conduttore di Sport Sera, Domenica Sprint dal 1976 al 1990 e curatore dello spazio dedicato alla moviola all'interno di 90º minuto, allora condotto da Fabrizio Maffei, dal 1990 al 1992. A partire dal campionato del mondo 1986 gli fu affidato anche l'incarico di telecronista delle partite della nazionale italiana, anche a causa di un malore per l'altitudine occorso al suo predecessore nell'incarico Nando Martellini.
Peraltro Pizzul aveva già commentato in precedenza alcune partite degli azzurri di Enzo Bearzot: il collaudo non ufficiale tra Italia e Nazionale B dell'Ungheria, giocatosi a Como il 1º giugno 1980 e vinto dagli azzurri per 4-1, la finale per il terzo posto dei campionati europei 1980, Italia-Cecoslovacchia, giocata a Napoli e vinta dai danubiani per 10-9 dopo i rigori a oltranza, la partita Lussemburgo-Italia 0-2 dell'11 ottobre 1980, gara di esordio per le qualificazioni ai campionati mondiali di Spagna 1982 (sostituendo all'ultimo momento Nando Martellini, influenzato), l'incontro amichevole in favore dei terremotati dell'Irpinia tra Italia e Resto dell'Europa, svoltosi a Roma il 25 febbraio 1981 e vinto dalla selezione continentale per 3-0, e l'amichevole Italia-Inghilterra 2-1, giocatasi a Città del Messico il 6 giugno 1985.
Pizzul mantenne tale ruolo fino al 21 agosto 2002 (Italia-Slovenia 0-1), dopo aver raccontato televisivamente la Nazionale in cinque campionati mondiali, quattro campionati europei, tutte le partite di qualificazione ai Mondiali e agli Europei, a eccezione della finale terzo-quarto posto di Italia '90 (commentata da Giorgio Martino, dato l'impegno di Pizzul per il commento della finale del giorno seguente allo Stadio Olimpico di Roma), di quelle trasmesse in esclusiva da TMC e Mediaset e di alcune partite amichevoli. L'ultima partita dell'Italia da lui commentata, che segnò anche il suo commiato dalla Rai, fu l'amichevole giocata a Trieste e persa per 1-0 contro la Slovenia.
Il 31 dicembre 1999 fu tra i conduttori su Rai 1 del programma Millennium, evento di fine anno creato per celebrare l'arrivo del nuovo millennio, che si protrasse per tutta la notte del 1º gennaio 2000.
Dal 1993 al 2002 e nel 2014 ha partecipato (con la sola eccezione del 1996, a seguito della concomitanza con l'apertura dei Campionati Europei in Inghilterra), come commentatore tecnico, alla Partita del cuore organizzata annualmente dalla Nazionale italiana cantanti. Nella stagione 2003-2004 fu assieme a Luigi Colombo uno dei principali telecronisti delle partite di Serie A trasmesse da Gioco Calcio, la piattaforma televisiva voluta dalla Lega Calcio per contrastare il monopolio di Sky, costretta poi a chiudere i battenti 9 mesi dopo la sua nascita. Approdò sul digitale terrestre di Cartapiù nel gennaio 2005, dove per 4 stagioni fu il telecronista delle partite più importanti del campionato di Serie A trasmesse da tale piattaforma televisiva.
Fu sua la telecronaca della prima partita di calcio trasmessa in Italia in diretta sul digitale terrestre (Bologna-Cagliari 1-0). Nell'estate 2007 ricommentò per LA7 le repliche (in chiaro) delle partite della Nazionale italiana al campionato del mondo 2006, poi riproposte (semifinale e finale) anche nel 2010 prima dell'inizio del mondiale in Sudafrica e nel decennale della vittoria nel 2016. Per la stessa emittente, nella stagione 2007-2008, commentò le principali partite in chiaro della Coppa Italia. Il 2 agosto 2012 fu il telecronista di Hajduk Spalato-Inter valevole per il terzo turno preliminare di UEFA Europa League. Per il commento tecnico, Pizzul ritornò nella trasmissione Quelli che il calcio da gennaio fino a febbraio 2012, dove aveva già lavorato assieme a Massimo Caputi nell'edizione 2001-2002. Nel 2014 ogni mattina andò in onda con Marco Franzelli su Rai News 24 mentre alle 11 fu su RMC con Teo Teocoli. Dal 2015 fu di nuovo in Rai tra gli opinionisti de La Domenica Sportiva e narratore della trentunesima puntata del programma Techetechete'.
Da aprile 2022 tornò in TV su DAZN, partecipando al talk show del lunedì sera Supertele condotto da Pierluigi Pardo. All'interno della rubrica "Tutto molto bello", Pizzul commentava tutti i gol della giornata di campionato appena trascorsa.

### Carriera di telecronista di altri sport
Oltre al calcio, Pizzul ha commentato saltuariamente per la televisione incontri di pugilato, tennis da tavolo, bocce, corse ciclistiche, vela e qualche premio ippico; inoltre è stato telecronista fisso di canottaggio dal 1971 al 1976.

### Apparizioni nel cinema

Bruno Pizzul nel film L'arbitro (1974)

Pizzul ha interpretato se stesso nella commedia L'arbitro (1974). Nel 2004 è stato la voce narrante e il "doppiatore" di San Gennaro nel film Ventitré. Nel 2011 è apparso in un cameo nel ruolo di se stesso in Box Office 3D - Il film dei film, mentre nel 2014 ha doppiato un cronista sportivo nella versione italiana del film Pelé.

### Morte
Pizzul è morto la mattina del 5 marzo 2025 all'ospedale di Gorizia dove era ricoverato da due settimane, tre giorni prima del suo 87º compleanno.
Dopo i funerali, svoltisi due giorni dopo, nella chiesa di Sant'Adalberto a Cormons, ha ricevuto tumulazione nel cimitero locale.
A lui è stata dedicata la tappa friulana del Giro d'Italia 2025.

### Coppa Pizzul
Il 21 aprile 2025, a poco più di un mese dalla scomparsa, si è tenuta la prima edizione della Coppa Pizzul, con trofeo assegnato al Torino in quanto squadra vincitrice dell'incontro di campionato contro l'Udinese disputatosi allo Stadio Olimpico Grande Torino.

## Vita privata
Pizzul era sposato con Maria. Dalla loro unione sono nati tre figli: Fabio che, oltre a ricoprire il ruolo di docente al master di giornalismo presso l'Università Cattolica di Milano, è un giornalista ed ex consigliere regionale della Lombardia, Silvia, insegnante di matematica e scienze a Milano, e Carla, assistente sociale. Si professava cattolico ed era tifoso del Torino. Non era un appassionato di tecnologia: quando andò negli Stati Uniti gli diedero uno dei primi telefoni cellulari, e lui lo gettò nel fiume Hudson. Non ha mai preso la patente e si spostava spesso in bicicletta.

## Critiche e controversie
Nel 1985, dopo la strage dell'Heysel, nella quale la Juventus batté il Liverpool dopo che sugli spalti trentanove persone morirono schiacciate negli scontri tra tifoserie, Pizzul avrebbe commentato la vittoria della Coppa come "una giornata radiosa per il calcio italiano". L'onorevole Vincenzo La Russa ebbe a definire Pizzul come "un imbecille per il quale proviamo pietà". Pizzul il giorno dopo negò di aver pronunciato quella frase e si difese dichiarando di aver commentato per un'ora e mezza gli scontri pre-partita con le lacrime agli occhi.

## Premi
- Premio nazionale Andrea Fortunato categoria giornalismo: 1

2009